# Salvatore Molina
Salvatore Andrea Molina (Garbagnate Milanese, Milán, 1 de enero de 1992) es un jugador profesional de fútbol italiano que juega para el F. C. Südtirol de la Serie B.

## Trayectoria
En julio de 2011 fue cedido a la U. S. Foggia, junto a Alessandro De Leidi. Molina hizo su debut con el Foggia el 14 de agosto en un partido de Copa Italia contra la Nocerina, actuando como titular.

## Selección nacional
Representó a Italia en el nivel sub-20 en dos amistosos: Contra Suiza y Polonia.
| Selección     | País   | Periodo   | Partidos (goles) |
| ------------- | ------ | --------- | ---------------- |
| Italia sub-20 | Italia | 2010-2012 | 5 (0)            |
| Italia sub-21 | Italia | 2013-2015 | 9 (0)            |

## Clubes

### Categorías inferiores
| Club           | País   | Año       |
| -------------- | ------ | --------- |
| Atalanta B. C. | Italia | 2001-2011 |

### Carrera profesional
| Club                          | País   | Año       | Partidos (goles) |
| ----------------------------- | ------ | --------- | ---------------- |
| U. S. Foggia (cedido)         | Italia | 2011-2012 | 20 (1)           |
| S. S. Barletta (cedido)       | Italia | 2012-2013 | 31 (2)           |
| Modena F. C. (cedido)         | Italia | 2013-2014 | 39 (4)           |
| Atalanta B. C.                | Italia | 2014-2015 | 4 (0)            |
| Carpi F. C. 1909 (cedido)     | Italia | 2015      | 11 (0)           |
| A. C. Cesena (cedido)         | Italia | 2015-2016 | 16 (0)           |
| A. C. Perugia Calcio (cedido) | Italia | 2016      | 12 (0)           |
| U. S. Avellino 1912 (cedido)  | Italia | 2016-2018 | 39 (3)           |
| F. C. Crotone                 | Italia | 2018-2022 | 108 (4)          |
| A. C. Monza                   | Italia | 2022-2023 | 27 (1)           |
| S. S. C. Bari                 | Italia | 2023      | 16 (0)           |
| F. C. Südtirol                | Italia | 2024-     | 53 (5)           |